# Coppa dei Campioni del Golfo 2002
La Coppa dei Campioni del Golfo 2002 è la 19ª edizione della coppa a cui prendono parte 6 squadre da 6 federazioni provenienti da tutto il Golfo Persico.
La competizione è stata vinta dalla squadra saudita dell'Al-Jazira Club che si aggiudica la prima edizione della coppa nella sua storia, dopo aver vinto il girone con quattro punti di vantaggio sui qatarioti dell'Al-Muharraq SC.

## Squadre Partecipanti
- Al Shabab
- Al-Ahli Sports Club
- Al-Kuwait SC
- Al-Arabi
- Dhofar SC
- Muharraq Club

## Classifica Finale
| Team                | Pts | Pld | W | D | L | GF | GA | GD |
| ------------------- | --- | --- | - | - | - | -- | -- | -- |
| Al-Ahli Sports Club | 13  | 5   | 4 | 1 | 0 | 10 | 4  | +6 |
| Al Muharraq         | 9   | 5   | 3 | 0 | 2 | 7  | 5  | +2 |
| Al Kuwait           | 7   | 5   | 2 | 1 | 2 | 7  | 8  | −1 |
| Al Shabab           | 5   | 5   | 1 | 2 | 2 | 7  | 10 | −3 |
| Dhofar              | 4   | 5   | 1 | 1 | 3 | 5  | 7  | −2 |
| Al-Arabi            | 3   | 5   | 0 | 3 | 2 | 4  | 6  | −2 |

Tutte le partite sono state giocate in Bahrein.
| Mar 11, 2002 | Dhofar    | 0–2 | Muharraq  |
| Mar 12, 2002 | Al Ahli   | 2–1 | Al Kuwait |
| Mar 12, 2002 | Al Shabab | 0–0 | Al Arabi  |
| Mar 14, 2002 | Dhofar    | 1–2 | Al Kuwait |
| Mar 14, 2002 | Muharraq  | 1–0 | Al Arabi  |
| Mar 15, 2002 | Al Ahli   | 3–1 | Al Shabab |
| Mar 16, 2002 | Al Arabi  | 1–1 | Dhofar    |
| Mar 17, 2002 | Al Kuwait | 2–2 | Al Shabab |
| Mar 17, 2002 | Muharraq  | 0–1 | Al Ahli   |
| Mar 19, 2002 | Muharraq  | 2–0 | Al Kuwait |
| Mar 19, 2002 | Al Ahli   | 2–2 | Al Arabi  |
| Mar 20, 2002 | Dhofar    | 3–0 | Al Shabab |
| Mar 21, 2002 | Al Arabi  | 1–2 | Al Kuwait |
| Mar 22, 2002 | Al Ahli   | 2–0 | Dhofar    |
| Mar 22, 2002 | Al Shabab | 4–2 | Muharraq  |